# Nero de Macedo Carvalho
Nero de Macedo Carvalho (Goiás, 1887 – Rio de Janeiro, 19 de setembro de 1961) foi um político brasileiro. Filho do major Luís de Macedo Carvalho, veterano da Guerra do Paraguai, e de Joaquina de Macedo, foi eleito senador por Goiás nas eleições gerais no Brasil em 1935. Foi proprietário de empresas gráficas e teve Maria Andrade de Macedo como esposa. Veio a óbito no dia 19 de setembro de 1961, na cidade do Rio de Janeiro.

## Biografia e vida política
Nero de Macedo Carvalho, nascido no estado de Goiás em 1887, formado em Direito pela Faculdade de Direito do Rio de Janeiro, foi um funcionário público, dono de empresas gráficas e político brasileiro. Seu pai, o Major Luís de Macedo Carvalho, participou da Guerra do Paraguai. 
No serviço público foi Escriturário da Delegacia Fiscal no Estado de Goiás e do Tesouro Nacional. Exerceu, ainda, os cargos de Inspetor Fiscal nos Estados de Minas Gerais e Alagoas; de Chefe da Comissão da Inspeção da Fazenda do Estado de Pernambuco; de Contador da Delegacia Fiscal nos Estados de São Paulo e Minas Gerais, e foi também Oficial-Maior do Tesouro Nacional. No episódio da Revolução Constitucionalista em São Paulo, em julho de 1932, esteve ao lado das forças federais como capitão-ajudante.
Foi eleito Deputado para a Assembléia Nacional Constituinte, em de maio de 1933, pelo Partido Social Republicano (PSR) de Goiás, tendo assumido o mandato em novembro do mesmo ano. Como Deputado Constituinte redigiu, junto com Manuel César de Góis Monteiro, os capítulos que tratavam da defesa nacional e da religião. Como relator do capítulo sobre as “Disposições transitórias”, atuou na defesa do critério de fixar-se o número de parlamentares da futura Câmara com base no eleitorado e não a população de cada estado. Em julho de 1934 foi promulgada a nova Constituição e seu mandato de deputado foi prorrogado até o mês de maio do ano seguinte. 

Foi eleito Senador pelo Estado de Goiás, em abril de 1935 na legenda do PSR, pela Assembléia Constituinte. Durante seu mandato, apresentou e conseguiu aprovação de projeto para a construção de edifícios públicos em Goiânia, por meio de auxilio federal. Em maio de 1937 foi o representante de seu partido na convenção de lançamento da candidatura de José Américo de Almeida para concorrer à presidência da República nas eleições que ocorreriam em 1938. Deixou o Senado em novembro de 1937, devido ao advento do Estado Novo que aboliu os órgãos legislativos do país e cancelou as eleições que ocorreriam no ano seguinte.